# خانواده زبان اشاره سوئدی
خانواده زبان اشاره سوئدی یک خانواده زبانی اشاره شامل زبان اشاره سوئدی، زبان اشاره پرتغالی و زبان اشاره فنلاندی است.